# Filarmonica della Scala

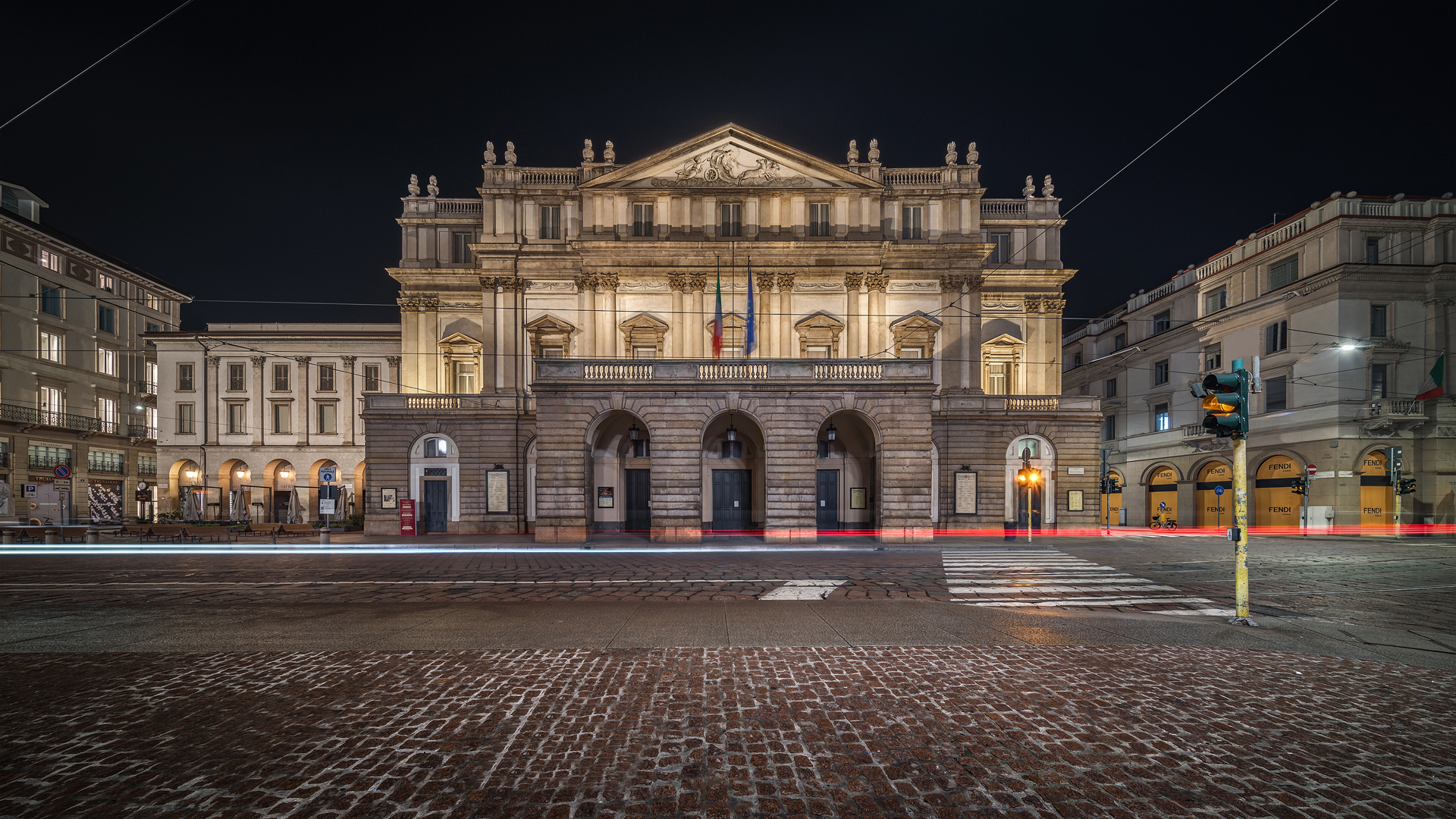
Teatro alla Scala

L'Associazione Orchestra Filarmonica della Scala riunisce musicisti dell'Orchestra del Teatro alla Scala di Milano che svolgono un'attività autonoma, realizzando una stagione di concerti secondo accordi sanciti da una convenzione con il Teatro alla Scala. La Filarmonica realizza inoltre la stagione sinfonica del teatro e numerose tournée.

## Storia
Fondata da Claudio Abbado, l'orchestra ha debuttato sotto la sua direzione il 25 gennaio 1982 con la Sinfonia n. 3 di Mahler.

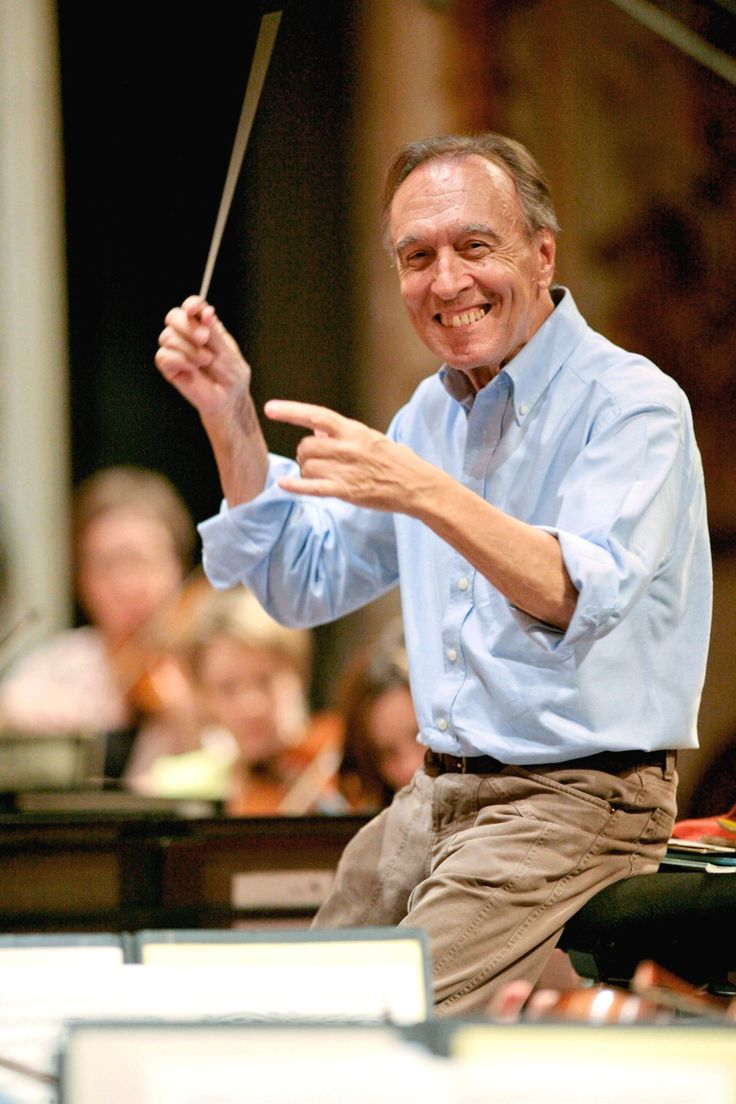
Claudio Abbado

Nei primi anni la Filarmonica viene diretta dai direttori Georges Prêtre, Lorin Maazel, Wolfgang Sawallisch e Carlo Maria Giulini, che la guida nelle prime tournée all'estero.
Dal 1987 al 2005 Riccardo Muti (che dal 1986 era Direttore Musicale del teatro) ne diventa Direttore Principale, offrendo un importante contributo alla sua crescita artistica.
Da novembre 2015 Direttore Principale è Riccardo Chailly, il quale aveva assunto a partire da quello stesso anno la carica di Direttore Musicale del Teatro alla Scala.

### I concerti all'estero
Il primo concerto all'estero è stato diretto da Claudio Abbado a Lugano nel 1983. Da quell'anno al 2012 la Filarmonica è stata protagonista di oltre 1200 concerti fuori sede.

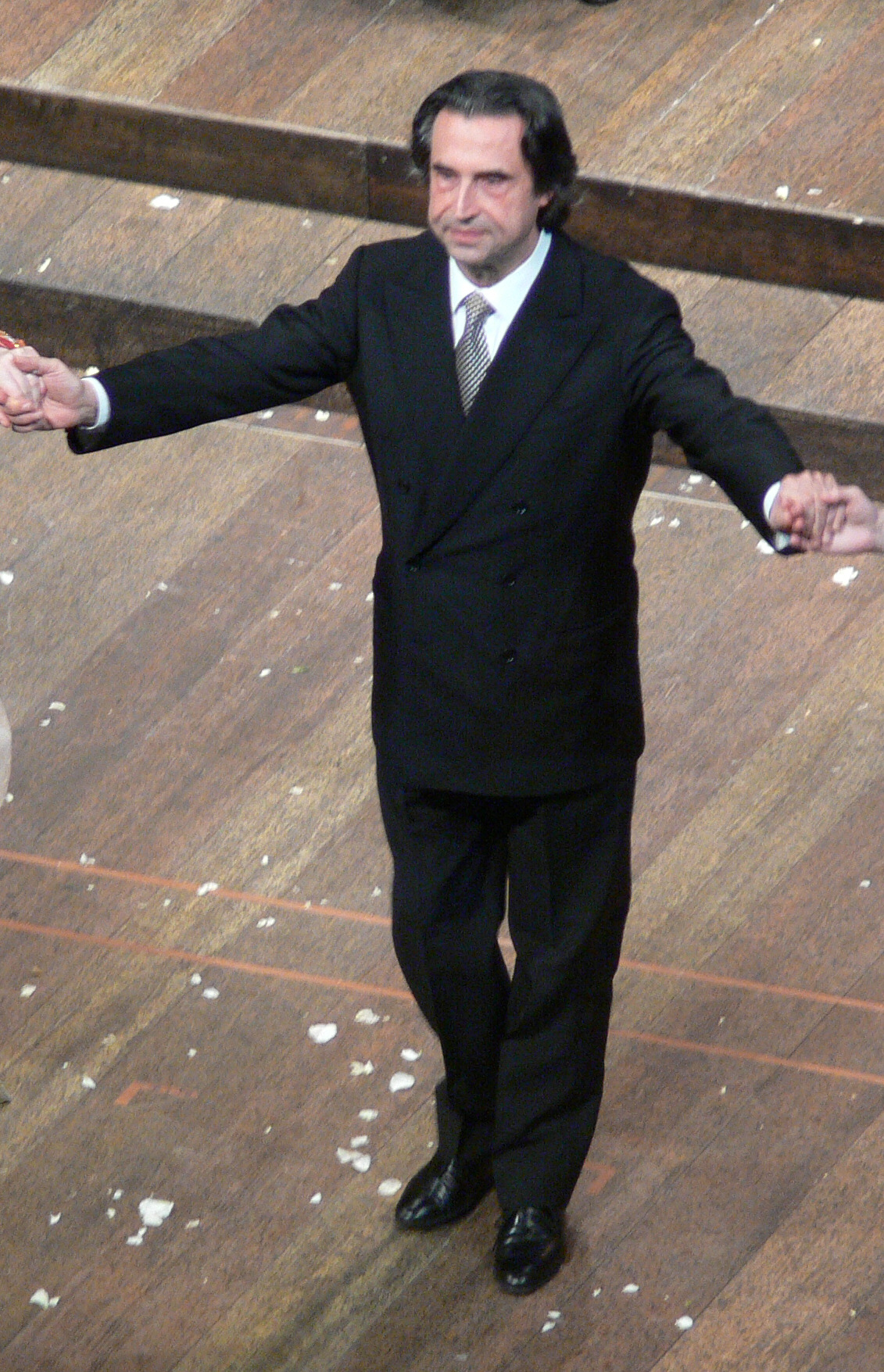
Riccardo Muti

Nel 1996 e nel 1999 Riccardo Muti ha diretto la Filarmonica alle Festwochen di Vienna e ha tenuto concerti ai festival di Salisburgo e di Lucerna e nelle principali capitali dell'Europa e dell'Asia. Con Muti, inoltre, la Filarmonica è stata protagonista di concerti per il Ravenna Festival in alcuni luoghi simbolo della storia contemporanea: Sarajevo (1997), Beirut (1998), Gerusalemme (1999), Mosca (2000), Istanbul (2001), New York (2002).
Negli ultimi anni ricordiamo in particolare l'attività del 2007, in cui spiccano i concerti a Lugano con Daniel Barenboim, a Monaco con Daniele Gatti e il debutto negli Stati Uniti e Canada con Riccardo Chailly, con concerti a Chicago, Toronto, Washington, Philadelphia e New York.

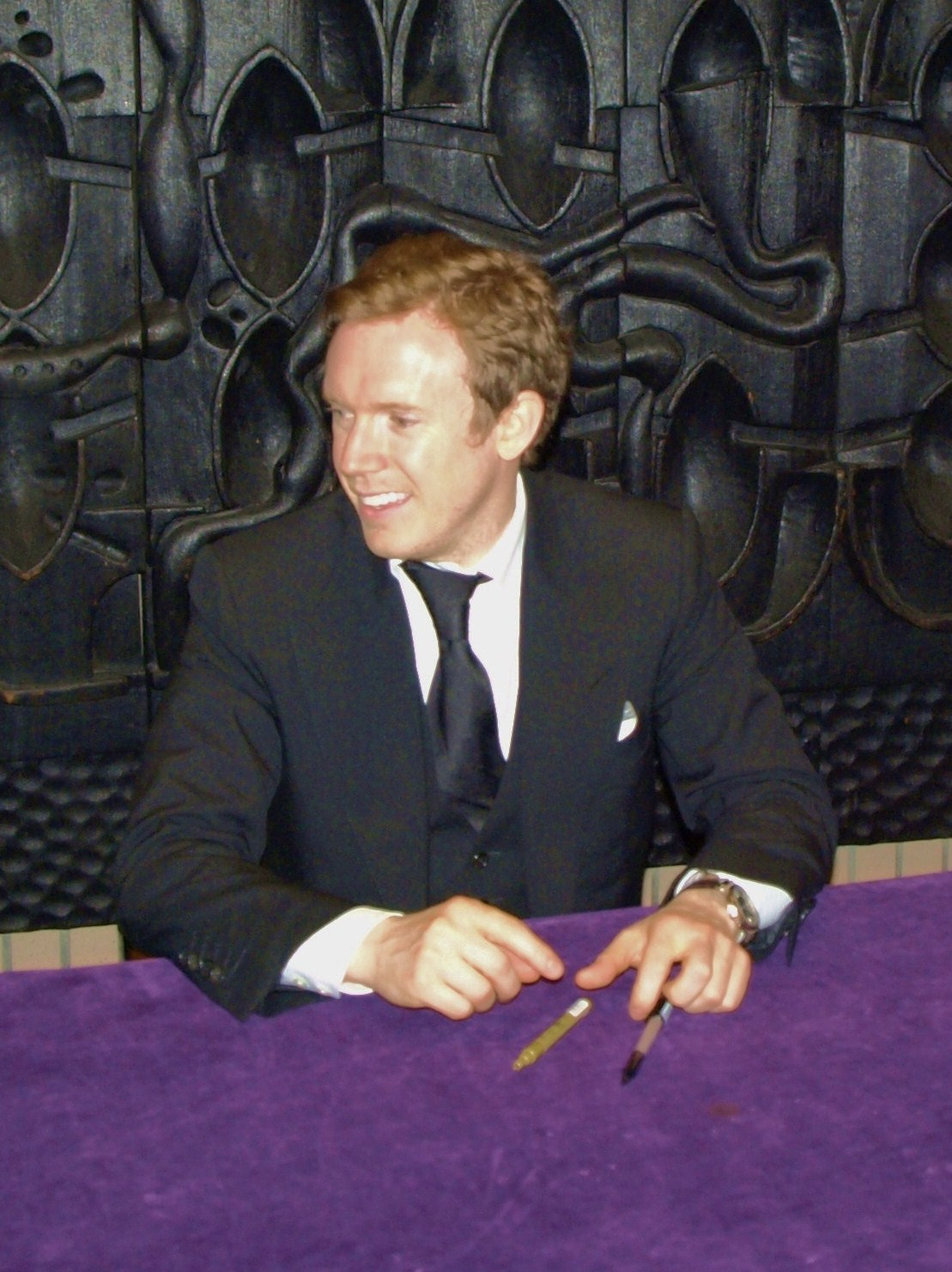
Daniel Harding (2011)

Nel settembre 2008 Myung-whun Chung guida una tournée che segna il ritorno in Giappone e Corea con la partecipazione di
Lang Lang, ed il debutto in Cina. Tra gli impegni della stagione 2008/2009 il ritorno al Musikverein con Daniele Gatti in novembre, e il debutto alla Philharmonie di Berlino con Daniel Barenboim in aprile; con Barenboim la Filarmonica è stata inoltre ad Atene, Istanbul, Lussemburgo e Wiesbaden nel luglio 2010, mentre il 2011 ha visto il ritorno sul podio di Georges Prêtre per una serie di concerti in Francia e Spagna. Le tournée successive hanno visto l'orchestra sul palco della Salle Pleyel di Parigi, dell'Alte Oper di Francoforte e della Philharmonie di Berlino con Daniel Barenboim sul podio e al pianoforte, e ancora con Daniel Harding a Praga, Linz, Stoccarda, Bonn e Dresda; la Filarmonica è stata inoltre presente al Festival delle notti bianche di San Pietroburgo con Valery Gergiev e ancora in Germania con Fabio Luisi.

## Struttura istituzionale e funzionamento

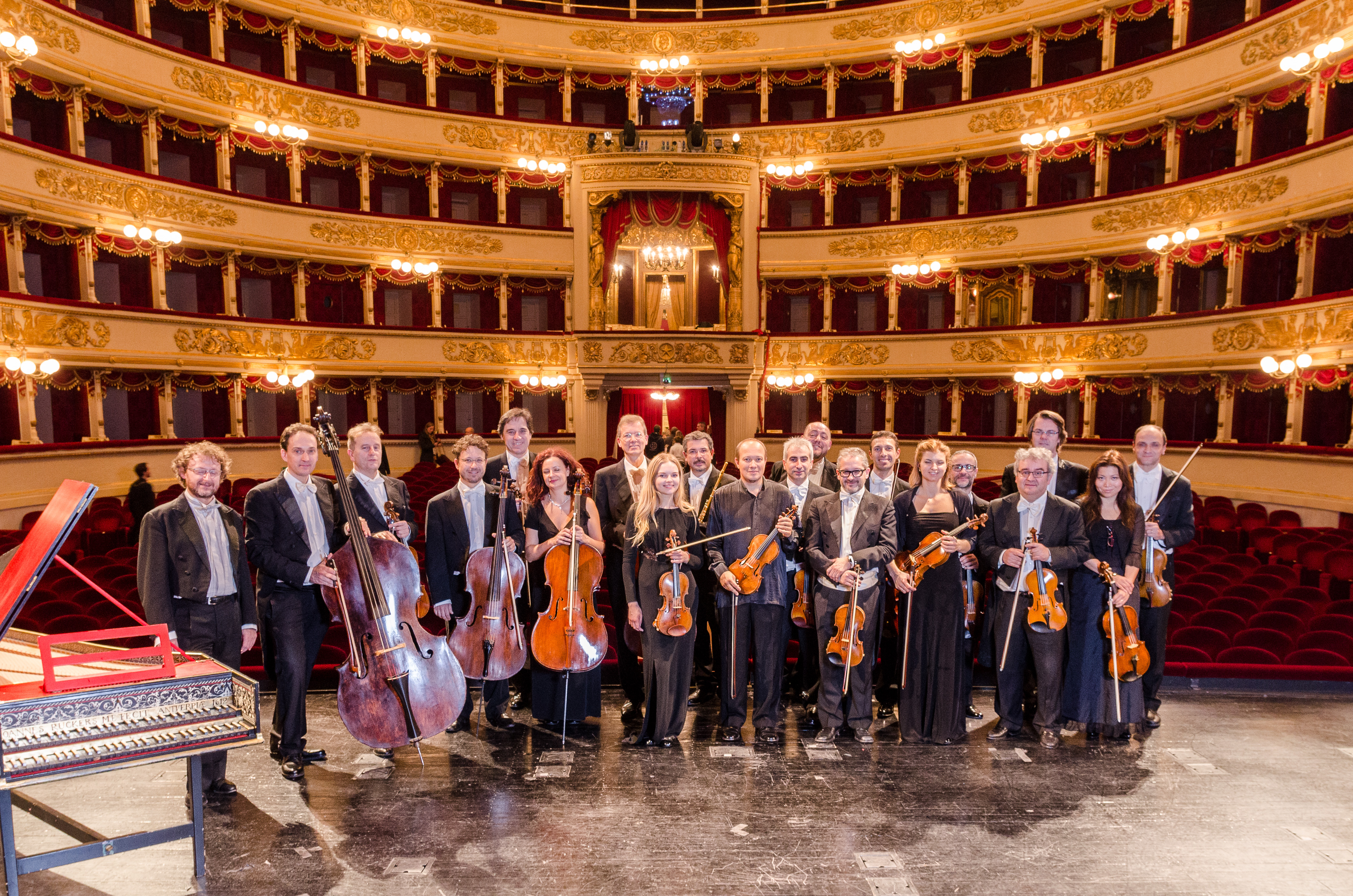
Alcuni componenti dell'orchestra del Teatro alla Scala sul palcoscenico della sala del Piermarini.

La Filarmonica della Scala si costituisce in associazione nel 1983. Lo statuto, modellato su quello dei Wiener Philharmoniker, prevede che solo professori d'orchestra dipendenti dal Teatro alla Scala possano essere soci.
L'assemblea dei soci elegge il Consiglio di Amministrazione, in carica tre anni, composto da dieci musicisti dell'orchestra e da sette consiglieri esterni provenienti dal mondo imprenditoriale e culturale milanese. Il C.d.A. nomina il Presidente e il Direttore Artistico.
Il primo Presidente è Carlo Maria Badini, allora Sovrintendente del Teatro alla Scala, vicepresidente il violinista Giacomo Pogliani. Sul modello dei Wiener Philharmoniker, l'orchestra dapprima non nomina un Direttore Principale: la carica sarà offerta poi a Riccardo Muti nel 1987. Nel 1990 il nuovo Sovrintendente del Teatro Carlo Fontana succede a Badini come Presidente. Vicepresidente, dal 1987 fino al 1999, è il violinista Ernesto Schiavi.
Lo statuto viene modificato nel 1991: Claudio Abbado è inserito come Fondatore e al Sovrintendente del Teatro alla Scala è attribuita la presidenza onoraria. Nuovo presidente è Fedele Confalonieri, presidente Mediaset. Nel 2000, dopo le dimissioni di Schiavi da vicepresidente, il violinista Gianluca Scandola assume la carica di coordinatore artistico e gestisce l'Associazione fino al 2005.
Nel 2005 Riccardo Muti, per disaccordi con il Sovrintendente Carlo Fontana e in seguito alla sfiducia da parte della quasi unanimità dai lavoratori del Teatro, si dimette da Direttore Musicale del Teatro e da Direttore Principale della Filarmonica. Con lui rassegna le dimissioni il Presidente Fedele Confalonieri. Nuovo Presidente della Filarmonica è l'avvocato Cesare Rimini, che rimarrà in carica fino al 2011, mentre vicepresidente dal 2008 al 2009 è l'oboista Francesco Di Rosa: lo sostituirà il trombonista Renato Filisetti fino al 2014. Nel 2006 le nuove elezioni portano Schiavi alla nomina di Direttore Artistico, carica fino ad allora inedita che vestirà fino al 2017. Dal 2011 al 2016 nuovo Presidente è Federico Ghizzoni, al tempo Amministratore Delegato di UniCredit. Nel 2016 il nuovo Amministratore Delegato, Jean Pierre Mustier, succede a Ghizzoni, mentre la vicepresidenza è assunta dall'oboista Renato Duca. Dal 2018 al 2019 il Presidente è stato Fabrizio Saccomanni, ex Ministro dell'economia e delle finanze ed ex Presidente del C.d.A. di Unicredit. Alla sua scomparsa gli succede Maurizio Beretta, head of group institutional & cultural affairs del gruppo UniCredit. Dal 2021 la vicepresidenza è assunta dal violinista Damiano Cottalasso.
Dal 2022 al 2023 Etienne Reymond è stato Direttore Artistico della Filarmonica della Scala. In continuità con l’assetto originario dell’Associazione, nel 2023 la Filarmonica della Scala ha eletto un Coordinamento Artistico composto da Damiano Cottalasso (coordinatore), Daniele Morandini e Gabriele Screpis.
L'attività della Filarmonica della Scala non attinge a fondi pubblici ed è sostenuta da UniCredit, Main Partner istituzionale dell'orchestra.
Il rapporto tra la Filarmonica e la Fondazione Teatro alla Scala è regolato da una convenzione. In particolare è prevista l'organizzazione da parte dell'associazione di una "stagione filarmonica", composta di dieci spettacoli da eseguire in altrettanti lunedì, tradizionale giorno di riposo nei teatri italiani. In cambio della possibilità di utilizzare la sala del teatro, la Filarmonica si esibisce in diciassette concerti (definiti in gergo "di restituzione") che compongono la "stagione sinfonica" del teatro.
Nel 2024 il Comune di Milano ha conferito alla Filarmonica della Scala l’Ambrogino d’oro.

## Direttori e solisti
Tra i direttori che hanno dato un rilevante apporto all'attività dell'orchestra si distinguono oltre al fondatore Claudio Abbado, a Carlo Maria Giulini, a Riccardo Muti, direttore principale dal 1982 al 2005, e Riccardo Chailly, direttore principale dal 2015, i Maestri Daniel Barenboim, Leonard Bernstein, Frans Brüggen, Semyon Bychkov, Myung-whun Chung, James Conlon, Peter Eötvös, Valery Gergiev, Daniel Harding, John Eliot Gardiner, Fabio Luisi, Lorin Maazel, Zubin Mehta, Gianandrea Noseda, Seiji Ozawa, Georges Prêtre, Gennadij Rozdestvenskij, Wolfgang Sawallisch, Giuseppe Sinopoli, Yuri Temirkanov, Franz Welser–Möst. L'orchestra ospita anche i più promettenti direttori della nuova generazione, quali Gustavo Dudamel, Philippe Jordan, Robin Ticciati, Diego Matheuz, Andrea Battistoni e Lorenzo Viotti.
Il 3 dicembre 2012 il Maestro Barenboim dirige alla Scala il concerto inaugurale della Stagione 2012/2013, che segna il ritorno alla Scala di Cecilia Bartoli.
Tra i solisti che si sono esibiti con la Filarmonica si ricordano i pianisti Maurizio Pollini, Radu Lupu, Murray Perahia, Lang Lang, Arcadi Volodos, Leif Ove Andsnes e Piotr Anderszewski e Jan Lisiecki, i violinisti Salvatore Accardo, Leōnidas Kavakos, Gidon Kremer, Anne-Sophie Mutter, Vadim Repin, Gil Shaham, Christian Tetzlaff, Maxim Vengerov e Frank Peter Zimmermann, i violoncellisti Mstislav Rostropovič, Mischa Maisky, Yo-Yo Ma e Mario Brunello, il pianista Stefano Bollani, il violista Yuri Bashmet, il chitarrista Massimo Laura. Tra le voci ricordiamo Lucia Valentini Terrani, Elīna Garanča, Edita Gruberová, Christa Ludwig, Frederica von Stade, Waltraud Meier, Anna Netrebko, Bryn Terfel, Violeta Urmana, Marjana Lipovšek.

## Soci onorari e direttori emeriti
Sono soci onorari Valery Gergiev, Lorin Maazel, Georges Prêtre e Wolfgang Sawallisch.
Il 13 marzo 2023 Myung-whun Chung è nominato direttore emerito della Filarmonica.

## La musica contemporanea
La Filarmonica promuove la musica contemporanea attraverso commissioni di nuovi brani sinfonici a compositori italiani e stranieri. Dal 1998, quando Riccardo Muti dirige Scena di Ivan Fedele, si succedono sul podio direttori come Peter Eötvös, Rafael Fruhbeck De Burgos, James Conlon, Riccardo Chailly, Daniel Harding e Andrea Battistoni.
Un percorso interpretativo su opere già note nasce con l'interesse di Riccardo Muti per Goffredo Petrassi e Gyorgy Kurtag. Nel 1993 Riccardo Chailly portò poi alla Scala e in tournée la Sinfonia Turangalila di Olivier Messiaen presentandola al pubblico in una delle prime lezioni-concerto, e anni dopo omaggiò uno dei suoi maestri, Hans Werner Henze. Altri omaggi da allievo a maestro includono Myung-Whun Chung, che diresse una composizione di Olivier Messiaen, ed Esa-Pekka Salonen che nella stagione Sinfonica del Teatro alla Scala ripropose la Sinfonia con giardino di Niccolò Castiglioni, con cui aveva studiato a Milano.
La Filarmonica della Scala collabora inoltre con il Festival Milano Musica dal 1994, con il quale ha commissionato a Claudio Ambrosini la trascrizione di Tre Canzoni di Giovanni Gabrieli, brano diretto per la prima volta da Riccardo Muti e ripreso da Fabio Luisi nel 2012, quarto centenario della morte di Gabrieli.
La Filarmonica della Scala ha commissionato:
- Scena di Ivan Fedele, diretto da Riccardo Muti il 14 giugno 1998
- Replica di Peter Eotvos, diretto dal compositore il 29 marzo 1999
- Wanderer di Luca Francesconi, diretto da Riccardo Muti il 7 gennaio 2000
- Tempeste e ritratti di Giovanni Sollima, diretto da Riccardo Muti il 3 giugno 2001[26]
- Diario dello sdegno di Fabio Vacchi, diretto da Riccardo Muti il 2 giugno 2002[27]
- Chiave di basso di Luis de Pablo, diretto da Rafael Fruhbeck De Burgos il 12 maggio 2003
- Meandri di Giorgio Battistelli, diretto da Riccardo Muti il 2 giugno 2002[28]
- Perelà Suite di Pascal Dusapin, diretto da Daniel Harding il 26 maggio 2008[13]
- Prospero o dell'armonia di Fabio Vacchi, diretto da Riccardo Chailly il 23 marzo 2009
- Variazioni per orchestra di Carlo Boccadoro diretto da Omer Meir Wellber il 14 marzo 2011
- Ja sam di Matteo Franceschini, diretto da Andrea Battistoni il 7 maggio 2012[15]
- Another's Hell di Mauro Montalbetti, diretto da Daniel Harding il 12 gennaio 2014[29]
- The food of love di Carlo Galante, diretto da Daniele Rustioni il 23 febbraio 2015[30]
- Oltre la linea di Riccardo Panfili, diretto da Fabio Luisi l'11 aprile 2016[31]
- Alle vittime senza nome di Peter Eotvos, diretto da Fabio Luisi il 7 maggio 2017[14]
- Repression di Yikeshan Abudushalamu, diretto da Thomas Adès il 14 novembre 2022[32].

## Registrazioni e incisioni
La Filarmonica della Scala ha realizzato una produzione discografica realizzata per la Sony, la Decca Records e la EMI. Di particolare rilievo le Sinfonie di Beethoven, dirette da Carlo Maria Giulini, le Cantate di Rossini, con Riccardo Chailly e l'integrale sinfonica beethoveniana diretta dal maestro Muti, con il quale ha anche realizzato una collana di 4 DVD, Musica nei luoghi d'arte, contenente dei concerti. Mediaset ha reso possibile la trasmissione televisiva di tutti i concerti della Stagione della Filarmonica fino al 2005.

## La Filarmonica al cinema
Il 26 gennaio 2012 la Filarmonica della Scala ha inaugurato il progetto di diffusione di alcuni concerti in diretta in alta definizione dal Teatro alla Scala nei cinema.

## Discografia parziale
- Beethoven, Concerto for Violin and Orchestra & Romances for Violin and Orchestra - Carlo Maria Giulini/Filarmonica della Scala/Salvatore Accardo, 1994 Sony
- Beethoven, Sinfonie n.1 e n.7 Sinfonie n.2 e n.8 Sinfonia n.3 Sinfonie n.4 e n.5 Sinfonia n.6 Coriolano Egmont - Carlo Maria Giulini, 1991 Sony
- Vivaldi, Le quattro stagioni- Riccardo Muti, 1993 Sony
- Pergolesi, Stabat Mater-Salve Regina in coelestibus regnis - Riccardo Muti, 2000 Muscom
- Gershwin, Catfish Row/Conc. in fa/American in Paris/Rialto Ripples - Bollani/Chailly/Filarmonica della Scala, 2012 Decca DVD
- Rossini, Ouvertures – Chailly, 1995 Decca
- Rossini, Cantatas Vol. 2 - Cecilia Bartoli/Coro Filarmonico della Scala/Elisabetta Scano/Juan Diego Flórez/Filarmonica della Scala/Paul Austin Kelly/Riccardo Chailly, 2001 Decca
- Rota, "La Strada", Concerto Per Archi & "Il Gattopardo" - Filarmonica della Scala & Riccardo Muti, 1995 Sony
- Verdi, Overtures & Preludes - Filarmonica della Scala & Riccardo Muti, 1995 Sony
- Viva Verdi - Overtures & Preludes - Filarmonica della Scala & Riccardo Chailly, 2012 Decca - Secondo i dati di GfK il disco ha dominato i primi nove mesi dell'anno 2013 nella musica classica italiana dopo avere raggiunto la cinquantunesima posizione nella classifica pop.
- Giorgio Armani presenta: Ennio Morricone - Musica per il Cinema - Ennio Morricone/Filarmonica della Scala/Coro Filarmonico della Scala, 2012 Live Tour
- Respighi Fontane di Roma, Pini di Roma - Georges Prêtre, 2013 Sony (900 ITALIANO)
- Wagner, Tristan und Isolde, Vorspiel und Liebestod; Beethoven, Sinfonia n.7 in la magg. - Daniel Harding, 2015 Musicom (AmadeusMagazine)
- Mahler, Sinfonia n.9 - Daniel Barenboim, 2015 Decca
- Ouvertures, Preludes e Intermezzi - Filarmonica della Scala e Riccardo Chailly, 2017 Decca
- The Fellini Album - Filarmonica della Scala e Riccardo Chailly, 2019 Decca
- Cherubini Discoveries - Filarmonica della Scala e Riccardo Chailly, 2020 Decca
- Respighi - Filarmonica della Scala e Riccardo Chailly, 2020 Decca
- Verdi, Choruses - Filarmonica della Scala e Riccardo Chailly, 2023 Decca
- Verdi, Inno alle Nazioni e Quattro Pezzi Sacri - Filarmonica della Scala, Freddie De Tommaso e Riccardo Chailly, 2024 Decca